# Szarłat szorstki
Szarłat szorstki (Amaranthus retroflexus) – gatunek rośliny należący do rodziny szarłatowatych.

## Rozmieszczenie geograficzne
Pochodzi z południowo-zachodniej Ameryki Północnej oraz z międzyzwrotnikowego obszaru obydwu Ameryk. Rozprzestrzenił się jednak szeroko po świecie i obecnie uznawany jest za gatunek kosmopolityczny. Do Europy został nieświadomie, przypadkowo zawleczony, na przykład wraz z ziemią balastową, ale lokalnie w jego rozprzestrzenieniu we Francji odegrały rolę ogrody botaniczne, w których był uprawiany. W Polsce po raz pierwszy stwierdzono jego występowanie w pierwszej połowie XIX w. na Nizinie Śląskiej. W 1814 r. notowano go już w Opolu i Gdańsku. Obecnie występuje pospolicie na terenie całej Polski. Na rodzime gatunki nie wywiera wpływu. 
Status gatunku we florze Polski: epekofit.

## Morfologia

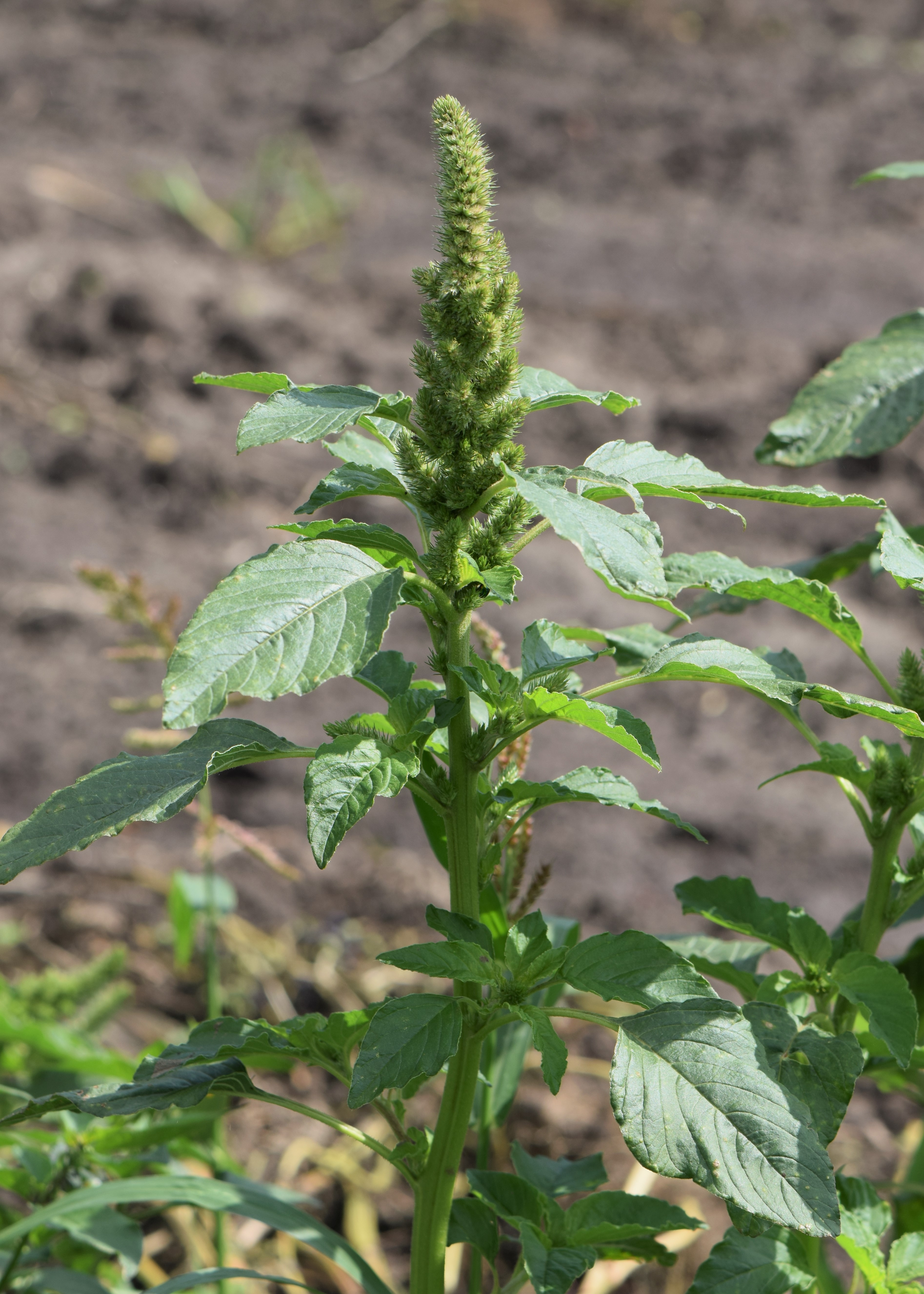
Pokrój

PokrójDorasta do 80 (100) cm. Nazwa rośliny pochodzi od krótkich szczecinek, którymi pokryta jest cała roślina.
ŁodygaJasnozielona, żółtawa, czasami czerwono nabiegła, bruzdowana i szorstko owłosiona. Boczne odgałęzienia wyraźnie krótsze od głównego pędu.
LiścieUlistnienie nakrzyżległe. Liście romboidalne, ostro zakończone, długoogonkowe koloru jasnozielonego. Mają długość do 8 cm, są pofalowane i całobrzegie z klinowatą nasadą i ostką na wierzchołku. Posiadają bardzo wyraźną nerwację na dolnej stronie blaszki.
KwiatyZebrane w kłębiki, przy czym górne kłębiki tworzą gęsty, czasami wiechowato rozgałęziony pozorny kłos na bezlistnym szczycie pędu. Kwiaty zielone (czasami zaczerwienione), okwiat złożony z 5 działek, 5 pręcików. Pod kłębikami przysadki zakończone kolcem dłuższym od listków okwiatu. W kwiatach żeńskich listki okwiatu tępe lub ucięte, górą rozszerzające się, czasami zakończone kolcem. Kwiatostan jest wzniesiony.
KorzeńPalowy, o barwie różowej.
OwocPękający poprzeczną szczeliną i otwierający się wieczkiem. Zawiera bardzo liczne, czarne i błyszczące nasiona o soczewkowatym kształcie, i średnicy 1-2 mm.

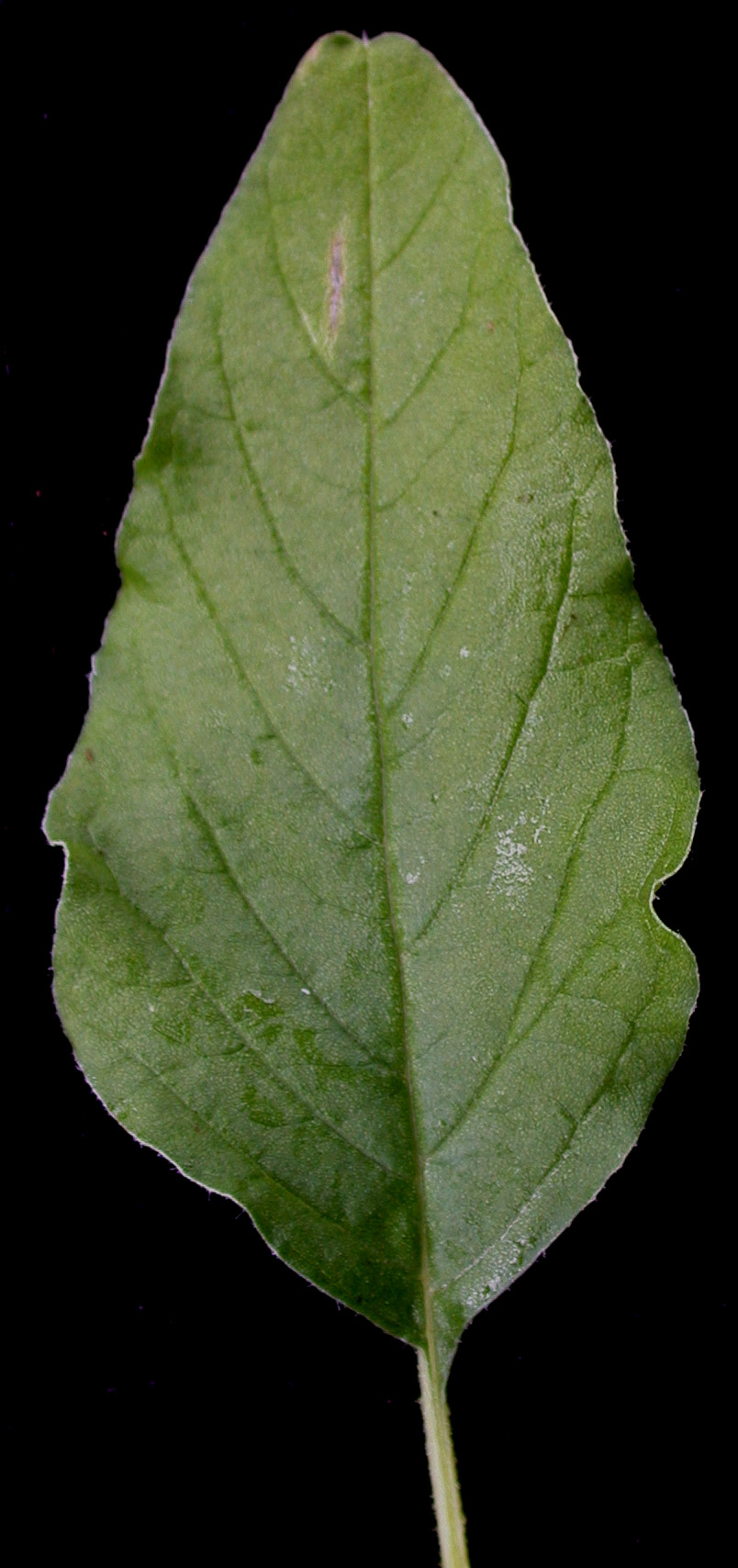
Liść
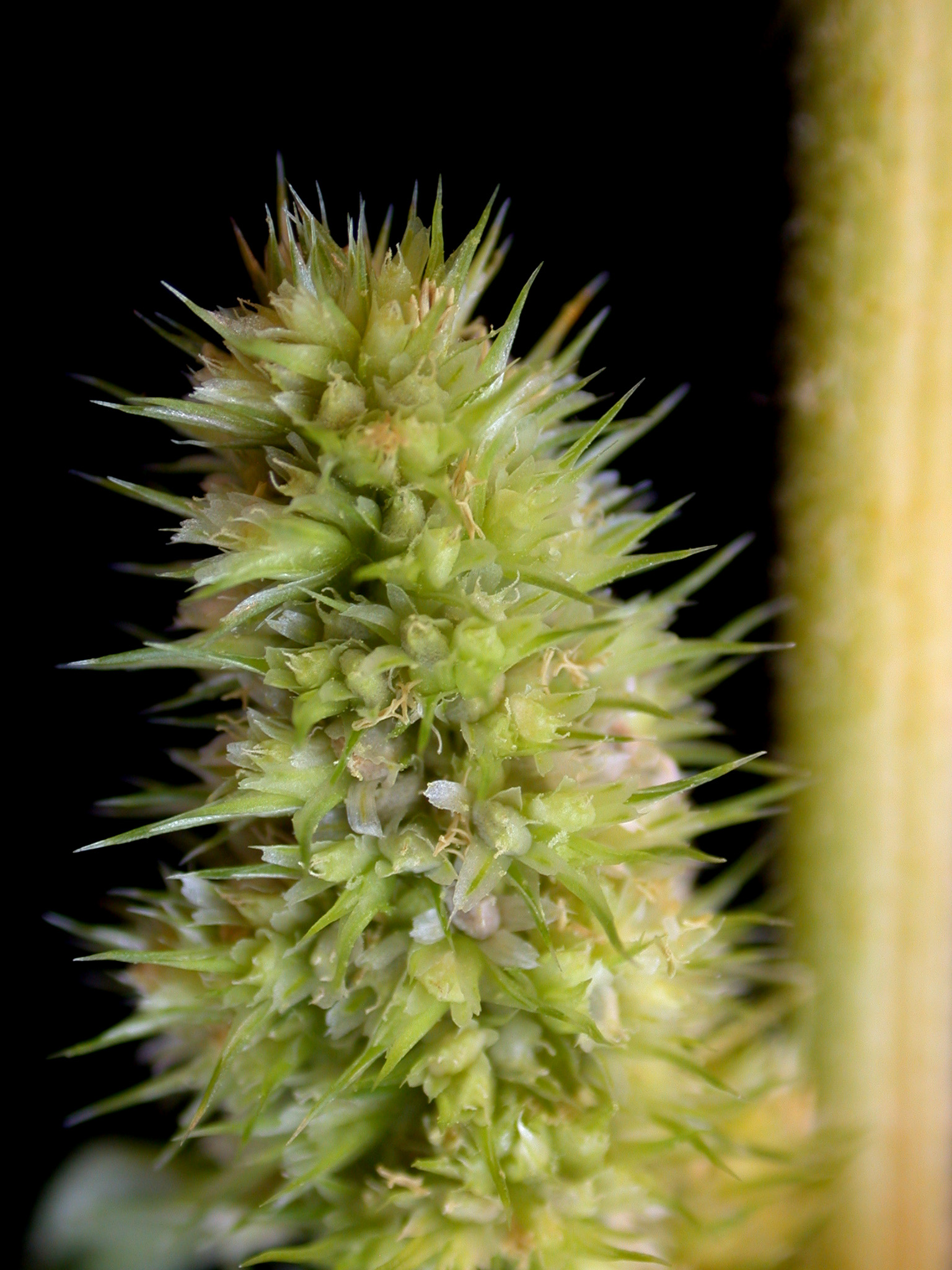
Kwiatostan
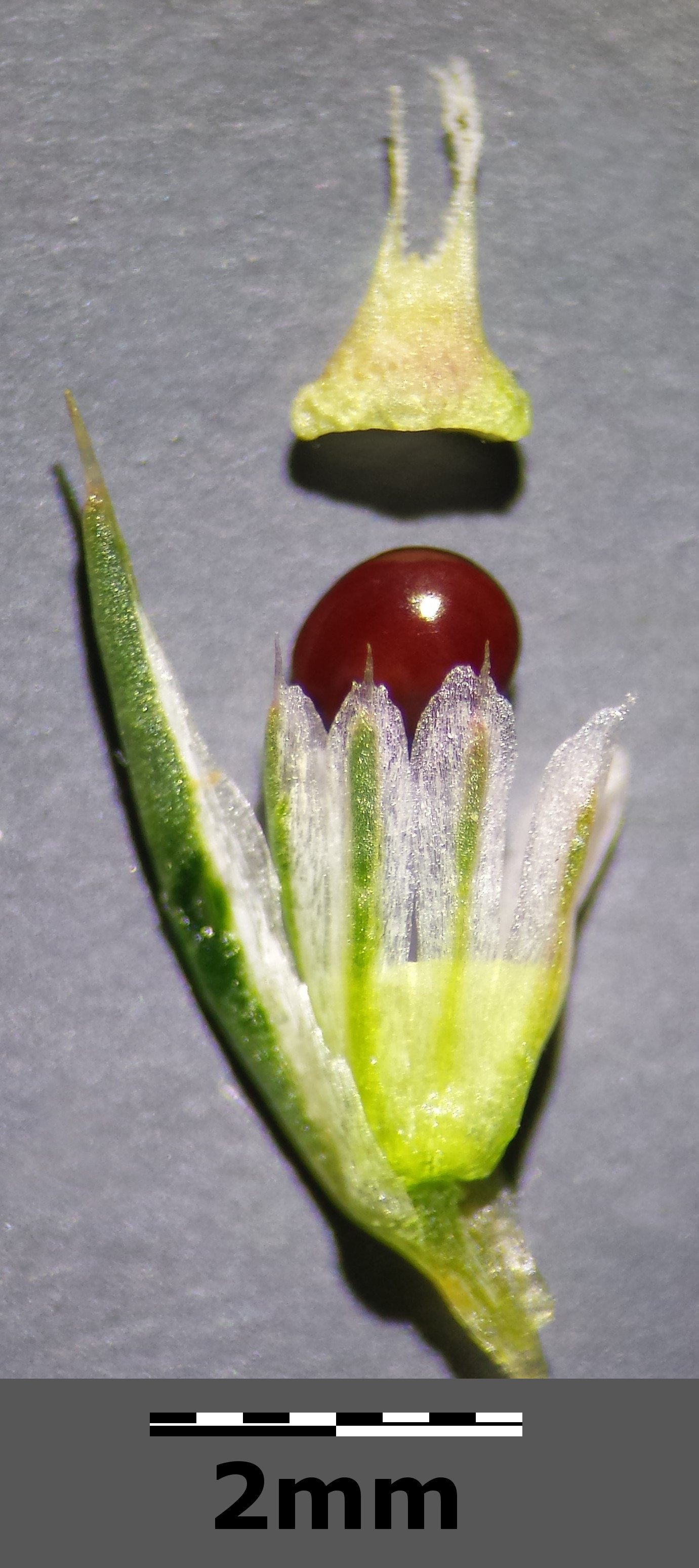
Owoc
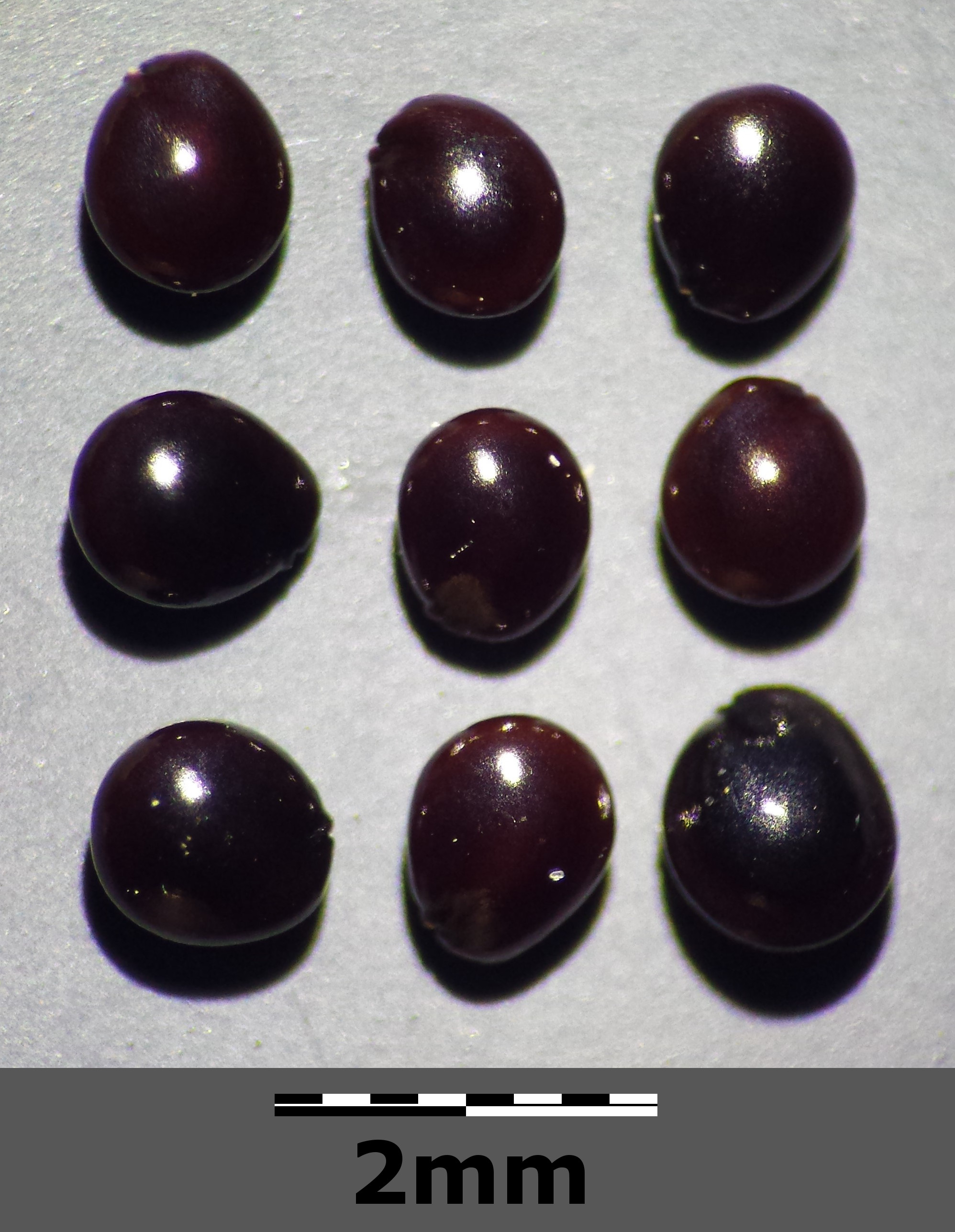
Nasiona

## Biologia i ekologia
Roślina jednoroczna. Kwitnie od lipca do października. Rośnie na siedliskach ruderalnych i segetalnych. Roślina światłolubna i azotolubna. Preferuje gleby średnie i żyzne, raczej wilgotne. Jest uciążliwym chwastem, głównie w uprawach roślin okopowych, kukurydzy i warzyw. Za próg szkodliwości uważa się już obecność 0,1-0,2 okazów tego chwastu na 1 m². Najważniejsze w zwalczaniu tego chwastu jest zapobieganie wysiewaniu się nasion. 
Siewka jest kędzierzowato owłosiona. Podliścieniowa łodyżka jest naga i ciemnoczerwona, liścienie lekko pomarszczone, równowąskie z dobrze widocznym nerwem środkowym, górą zielone, na spodniej stronie fioletowo nabiegłe. pierwsze liście jajowate, wycięte na szczycie i podobnie ubarwione jak liścienie, ale z wyraźnie pierzastym użyłkowaniem.
Tworzy mieszańce z szarłatem zielonym (Amaranthus x ozanonii Thell i inni.

## Zastosowanie
Rośliny mogą być wykorzystywane na sałatkę, starsze stanowią wartościową paszę dla świń. Ziele zawiera garbniki, sole mineralne, ponad 20% białka, 200 mg% witaminy C. Jeszcze bardziej odżywcze są nasiona – zawierają 9% tłuszczu, 19% białka i 41% skrobi.
Młode pędy i liści szarłatów są jadalne w stanie surowym, starsze po ugotowaniu. Oczyszczone z plew nasiona moga być wykorzystywane jako mąka. Nasiona te były ważnym pokarmem wielu plemion indiańskich, między innymi ze szczepów Apaczów i Nawaho. Dodawanie nasion szarłatu do chleba popularyzowała w Polsce Szkoła Główna Gospodarstwa Wiejskiego w Warszawie.